# Немачки кутак
Немачки кутак или НK је блог о студијама, послу и животу у Немачкој.

## Мотивација
Блог Немачки кутак је настао новембра 2016. године као одговор на све већи број људи са простора бивше Југославије који је у Немачкој или жели да емигрира у најбољу економију Европе. Намењен је људима који су већ у Немачкој и људима који размишљају о одласку за Немачку, а хтели би да чују мишљења, савете и искуства људи који у њој живе.

## Теме
Немачки Кутак обухвата теме везане за студирање, посао и живот у Немачкој. Теме на блогу су:
- савети око учења језика
- савети о немачком систему образовања, школама, факултетима и како се уписати на исти
- савети и информације о разним стипендијама
- искуства са различитих факултета и студија различитих смерова
- искуства и информације о нострификацији диплома
- искуства и информације о путевима који воде овде
- савети о интеграцији
- савети око тражења студентских послова и послова за стално
- савети око писања биографије за немачко тржиште и како конкурисати у немачком компанијама
- савети око немачке бирократије, виза и вађења свакојаке документације
- савети око тражења смештаја
- савети и утисци о немачким банкама, осигурањима
- савети о повраћају пореза, добијању дечијег додатка и остале услуге државе
- савети и искуства о путовањима кроз Немачку
- контакти ка српским, хрватским, црногогрским и босанским заједницама и клубоима у Немачкој

## Аутори
Најчешћи аутор је београђанин Филип С. Перишић који су студирао у Немачкој, а сада тамо живи и ради. Поред њега, аутори су још његови пријатељи и познаници са простора бивше Југославије као и пажљиво одабрани гости који живе или су живели у Немачкој и желе да поделе своје искуство, савете, мишљења или једноставно да напишу текст на основу питања који им разни пријатељи и познаници постављају већ дуже време. Листа аутора чији текстови су већ објављени налази се у инфобоксу.

## Онлајн заједнице
У склопу блога Немачки кутак покренуте су две фејсбук групе намењенима људима са простора пивше Југославије. Прво је основа група ex-yu studenti u Nemačkoj намењенима студентима који планирају доћи за Немачку као и студентима већ уписаним на немачке универзитете. Након тога покренута је група ex-yu akademci u Nemačkoj намењена академским грађанима бивше Југославије који живе у Немачкој. Циљ групе је умрежање и јачање академске заједнице и пружање савета и помоћи при проблемима са којима се сусрећу сви академци.

## Медији
Текстове са Немачког кутка редовно преноси онлајн магазин за младе Јутнау. Поред тога, текстове су преносили и црногорски економски портали Банкар и Инвеститор, српка школа језика Еквилибрио, агенција Виа Академија, и други.